# Daimler Truck
Daimler Truck Holding AG – niemiecki koncern działający na rynku międzynarodowym, prowadzący produkcję i sprzedaż samochodów ciężarowych oraz autobusów. Przedsiębiorstwo jest spółką publiczną, której akcje notowane są na giełdzie papierów wartościowych we Frankfurcie. Zarejestrowana siedziba spółki mieści się w Stuttgarcie, a faktyczna siedziba zarządu w pobliskim Leinfelden-Echterdingen.
Utworzone w 2021 roku poprzez wydzielenie z koncernu Daimler AG. Ten ostatni, od 2022 r. noszący nazwę Mercedes-Benz Group AG, pozostaje mniejszościowym udziałowcem w spółce (30,01% udziałów).

## Działalność
Przedsiębiorstwo prowadzi produkcję i sprzedaż samochodów ciężarowych oraz autobusów pod markami: Mercedes-Benz, Freightliner, Thomas, Western Star, Fuso, BharatBenz, Setra oraz Rizon, a także świadczy powiązane usługi finansowo-ubezpieczeniowe. W 2023 roku przedsiębiorstwo sprzedało 526 053 pojazdy. Głównymi rynkami zbytu były: Ameryka Północna (37% sprzedanych pojazdów), Azja (26%) oraz Europa (19%).
W 2023 roku przedsiębiorstwo uzyskało przychód w wysokości 55,9 mld euro, a zysk netto 3,97 mld euro. Liczba pracowników wynosiła 104 416 osób.
Głównymi konkurentami koncernu są Volvo Group, Traton Group oraz Paccar.

## Historia
W 2019 roku przedsiębiorstwo motoryzacyjne Daimler AG poddano reorganizacji, tworząc trzy wzajemnie niezależne podmioty, funkcjonujące w ramach jednego koncernu – Mercedes-Benz AG (produkcja samochodów osobowych i dostawczych marki Mercedes-Benz), Daimler Truck AG (produkcja samochodów ciężarowych i autobusów) oraz Daimler Mobility AG (usługi finansowe oraz zarządzania flotą pojazdów). Daimler Truck zostało całkowicie usamodzielnione w 2021 roku w ramach nowo powołanej spółki Daimler Truck Holding AG, której akcje w tym samym roku wprowadzono do publicznego obrotu na giełdzie. Spółka Daimler AG wkrótce po podziale przyjęła nazwę Mercedes-Benz Group AG, a jej działalność została skoncentrowana na produkcji samochodów osobowych, co miało wyjść naprzeciw oczekiwaniom inwestorów.